# Kothiary
Kothiary (ou Kotiari) est une localité de l'est du Sénégal, située dans le département de Goudiry et la région de Tambacounda. 
Le village a été érigé en commune en juillet 2008.
Selon une source officielle, le village de Kothiary comptait 3 429 habitants et 372 ménages, avant la création de la commune qui inclut désormais d'autres villages.
À vol d'oiseau, les localités les plus proches sont : Diarra, Padiara, Alali, Toundou Tiekore, Bagayogo, Lamoye Badara.